# Louis Verreydt
Louis Verreydt (Noorderwijk, Amberes, 25 de noviembre de 1950 - Herentals, 13 de agosto de 1977) fue un ciclista belga que fue profesional entre 1972 y 1975. De su palmarés destaca el Campeonato del Mundo en contrarreloj por equipos de 1971. Participó a los Juegos Olímpicos de 1972.
Murió a consecuencia de un ataque de corazón.

## Palmarés
- 1971
  - Campeón del mundo en contrarreloj por equipos (con Gustaaf Van Cauter, Gustaaf Hermans y Ludo Van Der Linden) 
  - 1º en la París-Roubaix amateur
  - 1º en la Rund um Sebnitz
  - Vencedor de una etapa a Vuelta en Bélgica amateur
- 1972
  - 1º en la Flecha de Heist
  - Vencedor de una etapa al Gran Premio Guillemos Tilo
- 1973
  - 1º en Le Samyn
- 1974
  - 1º en la A través de Bélgica